# Ligament costo-xiphoïdien
Les ligaments costo-xiphoïdiens (ou ligaments chondro-xiphoïdiens ) sont des bandes fibreuses inconstantes qui relient les surfaces antérieure de l'extrémité médiale du septième cartilage costal, et parfois celles du sixième, à la face antérieure du processus xiphoïde.